# Hieracium onoense
Hieracium onoense es una especie de planta con flor del género Hieracium, de la familia Asteraceae, orden Asterales.

## Distribución
Hieracium onoense se distribuye por Noruega.

## Taxonomía
Fue descrita científicamente por Omang.